# Hopman Cup 2017
La Hopman Cup 2017 è stata la 29ª edizione della Hopman Cup, torneo di tennis riservato a squadre miste. Vi hanno partecipato 8 squadre che si sono sfidate alla Perth Arena di Perth in Australia, dal 1° al 7 gennaio 2017.
In finale la Francia ha battuto gli Stati Uniti per 2-1.

## Squadre
| Squadra     | Giocatrice          | Ranking* | Giocatore        | Ranking* |
| ----------- | ------------------- | -------- | ---------------- | -------- |
| Australia   | Dar'ja Gavrilova    | 25       | Nick Kyrgios     | 13       |
| Rep. Ceca   | Lucie Hradecká      | 170      | Adam Pavlásek    | 75       |
| Francia     | Kristina Mladenovic | 42       | Richard Gasquet  | 18       |
| Germania    | Andrea Petković     | 55       | Alexander Zverev | 24       |
| Regno Unito | Heather Watson      | 76       | Daniel Evans     | 66       |
| Spagna      | Lara Arruabarrena   | 66       | Feliciano López  | 28       |
| Svizzera    | Belinda Bencic      | 28       | Roger Federer    | 16       |
| Stati Uniti | Coco Vandeweghe     | 36       | Jack Sock        | 23       |

* Ranking al 26 dicembre 2016.

### Giocatori sostituiti
| Prima del torneo  | Prima del torneo | Prima del torneo    | Prima del torneo        |
| Squadra           | Sostituto        | Giocatore originale | Motivo                  |
| ----------------- | ---------------- | ------------------- | ----------------------- |
| Rep. Ceca         | Lucie Hradecká   | Petra Kvitová       | Infortunio al piede     |
| Durante il torneo |                  |                     |                         |
| Australia         | Matthew Ebden    | Nick Kyrgios        | Infortunio al ginocchio |

## Gruppo A
|             | Francia | Germania | Regno Unito | Svizzera | RR V-P | Match V-P | Set V-P | Game V-P | Classifica |
| Francia     |         | 2-1      | 3-0         | 2-1      | 3-0    | 7-2       | 14-6    | 88-78    | 1          |
| Germania    | 1-2     |          | 2-1         | 1-2      | 1-2    | 4-5       | 8-11    | 81–87    | 3          |
| Regno Unito | 0-3     | 1-2      |             | 0-3      | 0-3    | 1-8       | 4-16    | 71–91    | 4          |
| Svizzera    | 1-2     | 2-1      | 3-0         |          | 2-1    | 6-3       | 14-7    | 104-78   | 2          |

### Francia vs. Germania
| Francia 2 | Perth Arena, Perth 2 gennaio 2017, 10:00 Cemento (indoor) | Perth Arena, Perth 2 gennaio 2017, 10:00 Cemento (indoor)                | Germania 1 |     |   |  |
| \| \| \| \| 1 \| 2 \| 3 \| \| \| - \| \| ------------------------------------------------------------------------ \| --- \| --- \| - \| \| \| 1 \| \| Kristina Mladenovic Andrea Petković \| 2 6 \| 1 6 \| \| \| \| 2 \| \| Richard Gasquet Alexander Zverev \| 7 5 \| 6 3 \| \| \| \| 3 \| \| Kristina Mladenovic / Richard Gasquet Andrea Petković / Alexander Zverev \| 4 2 \| 4 1 \| \| \| |                                                           |                                                                          |            |     |   |  |
| |                                                           |                                                                          | 1          | 2   | 3 |  |
| 1 | Francia (bandiera) · Germania (bandiera)                  | Kristina Mladenovic Andrea Petković                                      | 2 6        | 1 6 |   |  |
| 2 | Francia (bandiera) · Germania (bandiera)                  | Richard Gasquet Alexander Zverev                                         | 7 5        | 6 3 |   |  |
| 3 | Francia (bandiera) · Germania (bandiera)                  | Kristina Mladenovic / Richard Gasquet Andrea Petković / Alexander Zverev | 4 2        | 4 1 |   |  |

### Svizzera vs. Regno Unito
| Svizzera 3 | Perth Arena, Perth 2 gennaio 2017, 17:30 Cemento (indoor) | Perth Arena, Perth 2 gennaio 2017, 17:30 Cemento (indoor)    | Regno Unito 0 |     |     |  |
| \| \| \| \| 1 \| 2 \| 3 \| \| \| - \| \| ------------------------------------------------------------ \| --- \| --- \| --- \| \| \| 1 \| \| Roger Federer Daniel Evans \| 6 3 \| 6 4 \| \| \| \| 2 \| \| Belinda Bencic Heather Watson \| 7 5 \| 3 6 \| 6 2 \| \| \| 3 \| \| Belinda Bencic / Roger Federer Heather Watson / Daniel Evans \| 4 0 \| 4 1 \| \| \| |                                                           |                                                              |               |     |     |  |
| |                                                           |                                                              | 1             | 2   | 3   |  |
| 1 | Svizzera (bandiera) · Regno Unito (bandiera)              | Roger Federer Daniel Evans                                   | 6 3           | 6 4 |     |  |
| 2 | Svizzera (bandiera) · Regno Unito (bandiera)              | Belinda Bencic Heather Watson                                | 7 5           | 3 6 | 6 2 |  |
| 3 | Svizzera (bandiera) · Regno Unito (bandiera)              | Belinda Bencic / Roger Federer Heather Watson / Daniel Evans | 4 0           | 4 1 |     |  |

### Francia vs. Regno Unito
| Francia 3 | Perth Arena, Perth 4 gennaio 2017, 10:00 Cemento (indoor) | Perth Arena, Perth 4 gennaio 2017, 10:00 Cemento (indoor)           | Regno Unito 0 |      |     |  |
| \| \| \| \| 1 \| 2 \| 3 \| \| \| - \| \| ------------------------------------------------------------------- \| ---- \| ---- \| --- \| \| \| 1 \| \| Kristina Mladenovic Heather Watson \| 6 4 \| 5 7 \| 6 3 \| \| \| 2 \| \| Richard Gasquet Daniel Evans \| 6 4 \| 6 2 \| \| \| \| 3 \| \| Kristina Mladenovic / Richard Gasquet Heather Watson / Daniel Evans \| 4 34 \| 4 32 \| \| \| |                                                           |                                                                     |               |      |     |  |
| |                                                           |                                                                     | 1             | 2    | 3   |  |
| 1 | Francia (bandiera) · Regno Unito (bandiera)               | Kristina Mladenovic Heather Watson                                  | 6 4           | 5 7  | 6 3 |  |
| 2 | Francia (bandiera) · Regno Unito (bandiera)               | Richard Gasquet Daniel Evans                                        | 6 4           | 6 2  |     |  |
| 3 | Francia (bandiera) · Regno Unito (bandiera)               | Kristina Mladenovic / Richard Gasquet Heather Watson / Daniel Evans | 4 34          | 4 32 |     |  |

### Svizzera vs. Germania
| Svizzera 2 | Perth Arena, Perth 4 gennaio 2017, 17:30 Cemento (indoor) | Perth Arena, Perth 4 gennaio 2017, 17:30 Cemento (indoor)         | Germania 1 |      |      |  |
| \| \| \| \| 1 \| 2 \| 3 \| \| \| - \| \| ----------------------------------------------------------------- \| ---- \| ---- \| ---- \| \| \| 1 \| \| Roger Federer Alexander Zverev \| 61 7 \| 7 64 \| 64 7 \| \| \| 2 \| \| Belinda Bencic Andrea Petković \| 6 3 \| 6 4 \| \| \| \| 3 \| \| Belinda Bencic / Roger Federer Andrea Petković / Alexander Zverev \| 4 1 \| 4 2 \| \| \| |                                                           |                                                                   |            |      |      |  |
| |                                                           |                                                                   | 1          | 2    | 3    |  |
| 1 | Svizzera (bandiera) · Germania (bandiera)                 | Roger Federer Alexander Zverev                                    | 61 7       | 7 64 | 64 7 |  |
| 2 | Svizzera (bandiera) · Germania (bandiera)                 | Belinda Bencic Andrea Petković                                    | 6 3        | 6 4  |      |  |
| 3 | Svizzera (bandiera) · Germania (bandiera)                 | Belinda Bencic / Roger Federer Andrea Petković / Alexander Zverev | 4 1        | 4 2  |      |  |

### Germania vs. Regno Unito
| Germania 2 | Perth Arena, Perth 6 gennaio 2017, 10:00 Cemento (indoor) | Perth Arena, Perth 6 gennaio 2017, 10:00 Cemento (indoor)        | Regno Unito 1 |      |   |  |
| \| \| \| \| 1 \| 2 \| 3 \| \| \| - \| \| ---------------------------------------------------------------- \| --- \| ---- \| - \| \| \| 1 \| \| Andrea Petković Heather Watson \| 2 6 \| 63 7 \| \| \| \| 2 \| \| Alexander Zverev Daniel Evans \| 6 4 \| 6 3 \| \| \| \| 3 \| \| Andrea Petković / Alexander Zverev Heather Watson / Daniel Evans \| 4 2 \| 4 2 \| \| \| |                                                           |                                                                  |               |      |   |  |
| |                                                           |                                                                  | 1             | 2    | 3 |  |
| 1 | Germania (bandiera) · Regno Unito (bandiera)              | Andrea Petković Heather Watson                                   | 2 6           | 63 7 |   |  |
| 2 | Germania (bandiera) · Regno Unito (bandiera)              | Alexander Zverev Daniel Evans                                    | 6 4           | 6 3  |   |  |
| 3 | Germania (bandiera) · Regno Unito (bandiera)              | Andrea Petković / Alexander Zverev Heather Watson / Daniel Evans | 4 2           | 4 2  |   |  |

### Svizzera vs. Francia
| Svizzera 1 | Perth Arena, Perth 6 gennaio 2017, 17:30 Cemento (indoor) | Perth Arena, Perth 6 gennaio 2017, 17:30 Cemento (indoor)            | Francia 2 |     |     |  |
| \| \| \| \| 1 \| 2 \| 3 \| \| \| - \| \| -------------------------------------------------------------------- \| --- \| --- \| --- \| \| \| 1 \| \| Roger Federer Richard Gasquet \| 6 1 \| 6 4 \| \| \| \| 2 \| \| Belinda Bencic Kristina Mladenovic \| 4 6 \| 6 2 \| 3 6 \| \| \| 3 \| \| Belinda Bencic / Roger Federer Kristina Mladenovic / Richard Gasquet \| 2 4 \| 2 4 \| \| \| |                                                           |                                                                      |           |     |     |  |
| |                                                           |                                                                      | 1         | 2   | 3   |  |
| 1 | Svizzera (bandiera) · Francia (bandiera)                  | Roger Federer Richard Gasquet                                        | 6 1       | 6 4 |     |  |
| 2 | Svizzera (bandiera) · Francia (bandiera)                  | Belinda Bencic Kristina Mladenovic                                   | 4 6       | 6 2 | 3 6 |  |
| 3 | Svizzera (bandiera) · Francia (bandiera)                  | Belinda Bencic / Roger Federer Kristina Mladenovic / Richard Gasquet | 2 4       | 2 4 |     |  |

## Gruppo B
|             | Australia | Rep. Ceca | Spagna | Stati Uniti | RR V-P | Match V-P | Set V-P | Game V-P | Classifica |
| Australia   |           | 1–2       | 1-2    | 1-2         | 0-3    | 3-6       | 8-13    | 79-98    | 4          |
| Rep. Ceca   | 2-1       |           | 1-2    | 0-3         | 1-2    | 3-6       | 8-14    | 88-101   | 3          |
| Spagna      | 2-1       | 2-1       |        | 0-3         | 2-1    | 4-5       | 10-10   | 82-83    | 2          |
| Stati Uniti | 2-1       | 3-0       | 3-0    |             | 3-0    | 8-1       | 17-6    | 110-77   | 1          |

### Repubblica Ceca vs. Stati Uniti
| Rep. Ceca 0 | Perth Arena, Perth 1º gennaio 2017, 10:00 Cemento (indoor) | Perth Arena, Perth 1º gennaio 2017, 10:00 Cemento (indoor) | Stati Uniti 3 |     |     |  |
| \| \| \| \| 1 \| 2 \| 3 \| \| \| - \| \| ---------------------------------------------------------- \| --- \| --- \| --- \| \| \| 1 \| \| Lucie Hradecká Coco Vandeweghe \| 4 6 \| 2 6 \| \| \| \| 2 \| \| Adam Pavlásek Jack Sock \| 5 7 \| 6 3 \| 3 6 \| \| \| 3 \| \| Lucie Hradecká / Adam Pavlásek Coco Vandeweghe / Jack Sock \| 4 2 \| 2 4 \| 1 4 \| \| |                                                            |                                                            |               |     |     |  |
| |                                                            |                                                            | 1             | 2   | 3   |  |
| 1 | Rep. Ceca (bandiera) · Stati Uniti (bandiera)              | Lucie Hradecká Coco Vandeweghe                             | 4 6           | 2 6 |     |  |
| 2 | Rep. Ceca (bandiera) · Stati Uniti (bandiera)              | Adam Pavlásek Jack Sock                                    | 5 7           | 6 3 | 3 6 |  |
| 3 | Rep. Ceca (bandiera) · Stati Uniti (bandiera)              | Lucie Hradecká / Adam Pavlásek Coco Vandeweghe / Jack Sock | 4 2           | 2 4 | 1 4 |  |

### Australia vs. Spagna
| Australia 1 | Perth Arena, Perth 1º gennaio 2017, 17:30 Cemento (indoor) | Perth Arena, Perth 1º gennaio 2017, 17:30 Cemento (indoor)          | Spagna 2 |     |   |  |
| \| \| \| \| 1 \| 2 \| 3 \| \| \| - \| \| ------------------------------------------------------------------- \| --- \| --- \| - \| \| \| 1 \| \| Nick Kyrgios Feliciano López \| 6 3 \| 6 4 \| \| \| \| 2 \| \| Dar'ja Gavrilova Lara Arruabarrena \| 5 7 \| 1 6 \| \| \| \| 3 \| \| Dar'ja Gavrilova / Nick Kyrgios Lara Arruabarrena / Feliciano López \| 0 4 \| 2 4 \| \| \| |                                                            |                                                                     |          |     |   |  |
| |                                                            |                                                                     | 1        | 2   | 3 |  |
| 1 | Australia (bandiera) · Spagna (bandiera)                   | Nick Kyrgios Feliciano López                                        | 6 3      | 6 4 |   |  |
| 2 | Australia (bandiera) · Spagna (bandiera)                   | Dar'ja Gavrilova Lara Arruabarrena                                  | 5 7      | 1 6 |   |  |
| 3 | Australia (bandiera) · Spagna (bandiera)                   | Dar'ja Gavrilova / Nick Kyrgios Lara Arruabarrena / Feliciano López | 0 4      | 2 4 |   |  |

### Stati Uniti vs. Spagna
| Stati Uniti 3 | Perth Arena, Perth 3 gennaio 2017, 10:00 Cemento (indoor) | Perth Arena, Perth 3 gennaio 2017, 10:00 Cemento (indoor)       | Spagna 0 |      |      |  |
| \| \| \| \| 1 \| 2 \| 3 \| \| \| - \| \| --------------------------------------------------------------- \| --- \| ---- \| ---- \| \| \| 1 \| \| Coco Vandeweghe Lara Arruabarrena \| 6 2 \| 6 4 \| \| \| \| 2 \| \| Jack Sock Feliciano López \| 3 6 \| 6 2 \| 6 3 \| \| \| 3 \| \| Coco Vandeweghe / Jack Sock Lara Arruabarrena / Feliciano López \| 4 3 \| 32 4 \| 4 32 \| \| |                                                           |                                                                 |          |      |      |  |
| |                                                           |                                                                 | 1        | 2    | 3    |  |
| 1 | Stati Uniti (bandiera) · Spagna (bandiera)                | Coco Vandeweghe Lara Arruabarrena                               | 6 2      | 6 4  |      |  |
| 2 | Stati Uniti (bandiera) · Spagna (bandiera)                | Jack Sock Feliciano López                                       | 3 6      | 6 2  | 6 3  |  |
| 3 | Stati Uniti (bandiera) · Spagna (bandiera)                | Coco Vandeweghe / Jack Sock Lara Arruabarrena / Feliciano López | 4 3      | 32 4 | 4 32 |  |

### Australia vs. Repubblica Ceca
| Australia 1 | Perth Arena, Perth 3 gennaio 2017, 17:30 Cemento (indoor) | Perth Arena, Perth 3 gennaio 2017, 17:30 Cemento (indoor)      | Rep. Ceca 2 |      |     |  |
| \| \| \| \| 1 \| 2 \| 3 \| \| \| - \| \| -------------------------------------------------------------- \| ---- \| ---- \| --- \| \| \| 1 \| \| Nick Kyrgios Adam Pavlásek \| 7 5 \| 6 4 \| \| \| \| 2 \| \| Dar'ja Gavrilova Lucie Hradecká \| 6 4 \| 4 6 \| 4 6 \| \| \| 3 \| \| Dar'ja Gavrilova / Nick Kyrgios Lucie Hradecká / Adam Pavlásek \| 4 31 \| 31 4 \| 2 4 \| \| |                                                           |                                                                |             |      |     |  |
| |                                                           |                                                                | 1           | 2    | 3   |  |
| 1 | Australia (bandiera) · Rep. Ceca (bandiera)               | Nick Kyrgios Adam Pavlásek                                     | 7 5         | 6 4  |     |  |
| 2 | Australia (bandiera) · Rep. Ceca (bandiera)               | Dar'ja Gavrilova Lucie Hradecká                                | 6 4         | 4 6  | 4 6 |  |
| 3 | Australia (bandiera) · Rep. Ceca (bandiera)               | Dar'ja Gavrilova / Nick Kyrgios Lucie Hradecká / Adam Pavlásek | 4 31        | 31 4 | 2 4 |  |

### Repubblica Ceca vs. Spagna
| Rep. Ceca 1 | Perth Arena, Perth 5 gennaio 2017, 10:00 Cemento (indoor) | Perth Arena, Perth 5 gennaio 2017, 10:00 Cemento (indoor)          | Spagna 2 |     |   |  |
| \| \| \| \| 1 \| 2 \| 3 \| \| \| - \| \| ------------------------------------------------------------------ \| ---- \| --- \| - \| \| \| 1 \| \| Lucie Hradecká Lara Arruabarrena \| 6 2 \| 6 4 \| \| \| \| 2 \| \| Adam Pavlásek Feliciano López \| 65 7 \| 4 6 \| \| \| \| 3 \| \| Lucie Hradecká / Adam Pavlásek Lara Arruabarrena / Feliciano López \| 2 4 \| 1 4 \| \| \| |                                                           |                                                                    |          |     |   |  |
| |                                                           |                                                                    | 1        | 2   | 3 |  |
| 1 | Rep. Ceca (bandiera) · Spagna (bandiera)                  | Lucie Hradecká Lara Arruabarrena                                   | 6 2      | 6 4 |   |  |
| 2 | Rep. Ceca (bandiera) · Spagna (bandiera)                  | Adam Pavlásek Feliciano López                                      | 65 7     | 4 6 |   |  |
| 3 | Rep. Ceca (bandiera) · Spagna (bandiera)                  | Lucie Hradecká / Adam Pavlásek Lara Arruabarrena / Feliciano López | 2 4      | 1 4 |   |  |

### Australia vs. Stati Uniti
| Australia 1 | Perth Arena, Perth 5 gennaio 2017, 17:30 Cemento (indoor) | Perth Arena, Perth 5 gennaio 2017, 17:30 Cemento (indoor)    | Stati Uniti 2 |     |     |  |
| \| \| \| \| 1 \| 2 \| 3 \| \| \| - \| \| ------------------------------------------------------------ \| --- \| --- \| --- \| \| \| 1 \| \| Nick Kyrgios Jack Sock \| 2 6 \| 2 6 \| \| \| \| 2 \| \| Dar'ja Gavrilova Coco Vandeweghe \| 6 3 \| 4 6 \| 7 5 \| \| \| 3 \| \| Dar'ja Gavrilova / Matthew Ebden Coco Vandeweghe / Jack Sock \| 1 4 \| 1 4 \| \| \| |                                                           |                                                              |               |     |     |  |
| |                                                           |                                                              | 1             | 2   | 3   |  |
| 1 | Australia (bandiera) · Stati Uniti (bandiera)             | Nick Kyrgios Jack Sock                                       | 2 6           | 2 6 |     |  |
| 2 | Australia (bandiera) · Stati Uniti (bandiera)             | Dar'ja Gavrilova Coco Vandeweghe                             | 6 3           | 4 6 | 7 5 |  |
| 3 | Australia (bandiera) · Stati Uniti (bandiera)             | Dar'ja Gavrilova / Matthew Ebden Coco Vandeweghe / Jack Sock | 1 4           | 1 4 |     |  |

## Finale

### Francia vs. Stati Uniti
| Francia 2 | Perth Arena, Perth 7 gennaio 2017, 16:00 Cemento (indoor) | Perth Arena, Perth 7 gennaio 2017, 16:00 Cemento (indoor)         | Stati Uniti 1 |      |     |  |
| \| \| \| \| 1 \| 2 \| 3 \| \| \| - \| \| ----------------------------------------------------------------- \| --- \| ---- \| --- \| \| \| 1 \| \| Richard Gasquet Jack Sock \| 6 3 \| 5 7 \| 7 6 \| \| \| 2 \| \| Kristina Mladenovic Coco Vandeweghe \| 4 6 \| 5 7 \| \| \| \| 3 \| \| Kristina Mladenovic / Richard Gasquet Coco Vandeweghe / Jack Sock \| 4 1 \| 4 30 \| \| \| |                                                           |                                                                   |               |      |     |  |
| |                                                           |                                                                   | 1             | 2    | 3   |  |
| 1 | Francia (bandiera) · Stati Uniti (bandiera)               | Richard Gasquet Jack Sock                                         | 6 3           | 5 7  | 7 6 |  |
| 2 | Francia (bandiera) · Stati Uniti (bandiera)               | Kristina Mladenovic Coco Vandeweghe                               | 4 6           | 5 7  |     |  |
| 3 | Francia (bandiera) · Stati Uniti (bandiera)               | Kristina Mladenovic / Richard Gasquet Coco Vandeweghe / Jack Sock | 4 1           | 4 30 |     |  |

## Campioni
| Vincitori della Hopman Cup 2017 |
| ------------------------------- |
| Francia (2º titolo)             |